# Brzezno
Brzezno (pol. hist. Brzeźno) – wieś w Polsce położona w województwie wielkopolskim, w powiecie szamotulskim, w gminie Kaźmierz.

## Położenie
Wieś jest położona przy drodze z Tarnowa Podgórnego do Kaźmierza.

## Historia
Miejscowość pierwotnie była związana z Wielkopolską. Istnieje co najmniej od drugiej połowy XIV wieku i ma średniowieczną metrykę. Po raz pierwszy w źródłach historycznych odnotowana została w łacińskim dokumencie z 1398 jako "Brzesno", 1423 "Bresno", 1437 "Brzeszno", 1442 "Brzezno", 1445 "Breszno", 1470 "Brzeźno" - "Minor" lub "Maior" (pol. "mniejsze lub większe").
Początkowo była własnością szlachecką należącą do rodu Bnińskch, a później do Szamotulskich herbu Nałęcz, Górków herbu Łodzia, Pietrskich. W 1442 miejscowość leżała w powiecie poznańskim, województwa poznańskiego w Koronie Królestwa Polskiego. W 1508 znajdowała się w parafii Kaźmierz.
Pierwszy zapis z 1398 odnotowuje proces sądowy Małgorzaty Bnińskiej, która wraz z dziećmi wygrała go z wojewodą poznańskim Sędziwojem Świdwą z Szamotuł o Brzeźno pod warunkiem zapłacenia mu 50 grzywien. Jeśli natomiast nie dopełniła by tego warunku, to Sędziwój miał posiadać wieś z roku na rok, dopóki nie otrzyma tej sumy. W 1420 Piotr z Chełmna toczył spór z Wawrzyńcem z Brzeźna dowodząc, że nie pobrał mu mienia wartości 11 grzywien, lecz zabrał mu je z powodu zabicia człowieka przez kmiecia.
W latach 1437-1445 wieś należała do kasztelana poznańskiego Dobrogosta z Szamotuł, który w 1445 zapisał Elżbiecie żonie swego syna Jana Świdwy z Szamotuł po 200 grzywien posagu oraz wiana na wsiach Brzeźno, Cerekwica, Chlewiska i Napachanie. W 1470 Dobrogost i Stanisław pozwani zostali przez starostę o pobór z Brzeźna Małego albo Wielkiego ale nie stawili się. W 1496 kasztelan kaliski Andrzej Szamotulski dał swojej córce Katarzynie połowę miasta Szamotuły wraz z wsiami, m.in. z połową Brzeźna, dopóki nie wypłaci jej przyszłemu mężowi 2000 grzywien posagu.
W 1511 Katarzyna córka wojewody poznańskiego Andrzeja z Szamotuł oraz żona Łukasza Górki kaszt poznańskiego i starosty generalnego Wielkopolski dała mężowi połowę miasta Szamotuły wraz z wsiami, a w tym m.in. połowę Brzeźna. W 1512 król polski Zygmunt I Stary zezwolił Łukaszowi Górce, aby zapisał swojej żonie Katarzynie z Szamotuł dożywocie na połowie miasta Szamotuły wraz z wsiami, a w tym m.in. na połowie Brzeźna.
Zachowały się także zapisy o wsi pochodzące ze źródeł kościelnych. W 1423 z 9 łanów pobrano po jednym wiardunku tytułem dziesięciny dla prebendy zwanej „Goślina”, a później „Kaźmierz” w katedry poznańskiej. W 1442 biskup poznański wydał wyrok w sporze pomiędzy kanonikiem poznańskim, a Dobrogostem z Szamotuł kasztelanem poznańskim o dziesięciny z Brzeźna i postanowił, że kmiecie brzeźnieńscy mają płacić co roku po 7 skudów lepszej monety z każdego łana tytułem dziesięciny snopowej kanonikowi oraz jego następcom. W 1446 zawarto ugodę w sprawie dziesięciny z Brzeźna dla prebendy kanonicznej „Kaźmierz” w katedrze poznańskiej. W 1510 pobierano we wsi opłatę zwaną meszne dla plebana oraz dziesięcinę z łanów kmiecych dla katedry poznańskiej.
Miejscowość odnotowały również historyczne rejestry podatkowe dzięki, którym znamy stosunki własnościowe we wsi. W 1423 we wsi było 9 łanów. W 1510 Brzeźno było wsią należącą do Szamotulskich. Był w niej jeden łan osiadły, 7 łanów opuszczonych oraz dwa łany sołeckie. W 1531 imiennie odnotowano miejscowego sołtysa pod imieniem "Vothka". W 1563 miał miejsce pobór z części kasztelana biechowskiego Jana Szamotulskiego. W 1577 płatnikiem poboru ze wsi był Marcin Pietrski. W 1580 jako płatnik poboru podatkowego odnotowano Marcina Pietrskiego, który zapłacił od dwóch łanów, zagrodnika oraz kolonisty, najemnego robotnika od dwóch pługów.
Wieś szlachecka położona była w 1580 roku w powiecie poznańskim województwa poznańskiego w Rzeczypospolitej Obojga Narodów. Wskutek II rozbioru Polski w 1793, miejscowość przeszła pod władanie Prus i jak cała Wielkopolska znalazła się w zaborze pruskim. 
W latach 1975–1998 miejscowość administracyjnie należała do województwa poznańskiego.